# Бої за Очеретине
Бої за смт Очеретине почалися у квітні 2024 року після захоплення російськими військами Авдіївки.

## Передумови
За даними Романа Погорілиого, засновника DeepStateMap, Очеретине є дуже важливим населеним пунктом в районі Авдіївки, бо лежить на висоті, і це дає можливість тримати навколишні населені пункти і території під зоровим і вогневим контролем.

## Історія
Навесні 2024 року оборону Очеретиного тримала 47-ма механізована бригада, її мала замінити 115-та механізована бригада. Проте у процесі ротації, за даними Forbes, деякі лінії окопів виявилися поки незайнятими українськими військами і російська 30-та мотострілецька бригада скористалася нагодою, стрімко просунувшись на кілька кілометрів. Таким чином росіяни змогли прорвати оборону в смузі відповідальності 115-ї бригади. Засновник DeepState звинуватив у цьому провалі командування бригади. Він зазначив, що бригада зайняла вже готові позиції, але втратила їх. Зокрема, суміжні підрозділи відзначали випадки систематичного залишення позицій бійцями 115-ї бригади. Це призвело до того, що поставило під загрозу флангових ударів позиції інших українських військ.
24 квітня 2024 року повідомлялося, що українське командування знову залучило 47-му механізовану бригаду, а також 100-ту механізовану бригаду ЗСУ, нещодавно переформовану із територіальної оборони, проте поки без важкої техніки. 100-та механізована бригада тримала оборону північніше і західніше Очеретиного. Вона на деякий час зупинила у контратаці російську 30-ту мотострілецьку бригаду та інші підрозділи російської 41-ї армії, коли вони намагалися просунутися в районі с. Прогрес.
Станом на кінець квітня, 47-ма механізована бригада не змогла зупинити російське просування.
На початку травня 2024 року 13-та бригада НГУ «Хартія» прибула на посилення українських військ в район Очеретиного.
У серпні 2024 року оборону північніше Очеретиного тримала 109-та бригада територіальної оборони.

## Оцінки
Втрата Очеретиного стала одним з головних чинників стрімкого наступу російських сил після Авдіївки.